# Кончо (Аризона)
Кончо (англ. Concho) — переписна місцевість (CDP) в США, в окрузі Апачі штату Аризона. Населення — 54 особи (2020).

## Географія
Кончо розташоване за координатами 34°28′18″ пн. ш. 109°36′50″ зх. д. / 34.47167° пн. ш. 109.61389° зх. д. (34.471563, -109.614025). За даними Бюро перепису населення США в 2010 році переписна місцевість мала площу 1,17 км², з яких 1,15 км² — суходіл та 0,01 км² — водойми.

## Демографія
Згідно з переписом 2010 року, у переписній місцевості мешкало 38 осіб у 20 домогосподарствах у складі 12 родин. Густота населення становила 33 особи/км². Було 36 помешкань (31/км²).
Расовий склад населення:
| - 65,8 % — білих - 10,5 % — корінних американців - 2,6 % — чорних або афроамериканців - 7,9 % — осіб інших рас |

До двох чи більше рас належало 13,2 %. Частка іспаномовних становила 34,2 % від усіх жителів.
За віковим діапазоном населення розподілялося таким чином: 5,3 % — особи молодші 18 років, 52,6 % — особи у віці 18—64 років, 42,1 % — особи у віці 65 років та старші. Медіана віку мешканця становила 59,0 року. На 100 осіб жіночої статі у переписній місцевості припадало 171,4 чоловіків; на 100 жінок у віці від 18 років та старших — 157,1 чоловіків також старших 18 років.
Цивільне працевлаштоване населення становило 15 осіб. Основні галузі зайнятості: будівництво — 100,0 %.